# 小林信一 (政治家)
小林 信一（こばやし しんいち、1908年（明治41年）1月27日 - 1983年（昭和58年）8月15日）は、昭和期の教育者、労働運動家、政治家。衆議院議員。

## 経歴
山梨県東山梨郡松里村上井尻（塩山町、塩山市を経て現甲州市塩山上井尻）出身。日川中学校（現山梨県立日川高等学校）を経て、1926年（大正15年）山梨県師範学校第2部を卒業した。
南都留郡盛里小学校訓導、旭尋常高等小学校訓導、山梨国民学校教頭、峡東青年学校長などを歴任し、1947年（昭和22年）松里中学校長に就任。1948年（昭和23年）山梨県教職員組合執行委員長となり、山梨県連合教育会副会長も務めた。
1949年（昭和24年）1月の第24回衆議院議員総選挙に山梨県全県区から無所属で出馬して当選。第25回総選挙では次点で落選。第26回、第27回総選挙では当選。第28回総選挙では次点で落選。第29回総選挙では当選し、第30回総選挙では次点で落選。第31回から第33回総選挙まで当選し、衆議院議員に通算7期在任した。この間、衆議院産業公害対策特別委員長、同公害対策特別委員長、日本社会党山梨県本部委員長、社会党本部会計監査委員、同党衆参両院議員総会長などを務めた。1976年（昭和51年）12月の第34回総選挙に出馬したが次点で落選した。